# Ninetta Bagarella
Antonietta Bagarella, dit Ninetta Bagarella, née le 28 juillet 1944 à Corleone, est la femme du chef de la mafia sicilienne, Toto Riina. Elle est, par ailleurs, la sœur cadette des mafieux Leoluca et Calogero Bagarella (it).    
Première femme à comparaître pour des crimes de la Cosa nostra, elle écope, en 1993, de 14 ans d'emprisonnement comme complice des pratiques mafieuses de Toto Riina. Elle bénéficie d'une réduction de peine et passe finalement 9 ans en prison.

## Biographie

### Enfance
Antonietta Bagarella nait le 28 juillet 1944 à Corleone en Sicile dans une famille associée à la mafia. Fille de Salvatore Bagarella et de Lucia Mondello, elle est la cinquième enfant d'une fratrie de sept dont les deux gangsters Leoluca Bagarella et Calogero Bagarella,,.    
Après des études classiques, elle devient enseignante suppléante dans une école primaire de sa ville natale.

### Mariage avec Toto Riina
Le 16 avril 1974, elle épouse, à huis clos, Toto Riina, l'ami de son frère Calogero Bagarella, sous la célébration informelle du prêtre Agostino Coppola de Carini dans les jardins de Cinisi,. Les époux mènent une vie discrète dans une villa du quartier de Pallavicio à Palerme durant plus de 20 ans. Trois ans plus tôt, le journaliste Mario Francese réalise le 27 juillet 1971, la seule interview d'Antonietta Bagarella, alors qu'elle n'est encore que fiancée à Riina et déjà suspectée par la justice de jouer un rôle dans les affaires de son futur mari. 
De leur union naissent quatre enfants, deux filles et deux garçons (Maria Concetta Riina, Giovanni Riina, Giuseppe Riina et Lucia Riina),, enregistrés sous une fausse identité, qu'elle éduque en catimini à domicile selon les programmes scolaires,,.       
Après l'arrestation de son mari en janvier 1993, elle déménage avec ses enfants à Corleone où elle demande à régulariser son mariage. Déclarée complice deToto Riina, elle est emprisonnée pendant neuf ans avant d'être libérée.      
Ses deux fils sont également condamnés comme coupables d'infractions criminelles : Giovanni à la réclusion à perpétuité pour quatre meurtres commis en 1995 et Giuseppe Riina pour association mafieuse pendant huit ans. En 2007, elle attaque en justice les auteurs de la série télévisée Le chef des chefs sur l'ascension de son mari au sein de Cosa nostra, estimant qu'un épisode porte atteinte à son image.    
En novembre 2017, elle devient veuve, à la suite de la mort de son époux âgé de 87 ans derrière les barreaux,. Elle est présente à son enterrement avec trois de ses enfants dans le cimetière de Corleone. Sous la pression de la municipalité de Corleone, elle décide de payer ses impôts pour la première fois, en 2018,.   